# Campylorhamphus probatus
El picoguadaña del Tapajós (Campylorhamphus probatus) o picoguadaña de Rondônia es una especie de ave paseriforme de la familia Furnariidae, subfamilia Dendrocolaptinae, perteneciente al género Campylorhamphus. Es endémica del centro sur de la cuenca del Amazonas brasileña.

## Distribución y hábitat
Se distribuye en el centro de la  Amazonia, en Brasil, al sur del río Amazonas, desde el río Madeira al este hasta el río Xingu, al sur hasta Rondônia y el norte de Mato Grosso.
Esta especie es considerada poco común y local en su hábitat natural: los estratos medio y bajo de las selvas húmedas amazónicas de terra firme, solo ocasionalmente entrando en bosques estacionalmente inundables. Está asociada con bambuzales o con bosques riscos en enmarañados de enredaderas. Generalmente permanece en el interior de la selva o en densos enmarañados de bambú, pero algunas veces sale a los bordes. En tierras bajas, principalmente por debajo de los 500 metros de altitud.

## Sistemática

### Descripción original
La especie C. probatus fue descrita por primera vez por el ornitólogo estadounidense John Todd Zimmer en 1934 bajo el nombre científico de subespecie Campyloramphus (lapsus) procurvoides probatus; su localidad tipo es: «Igarapé Auará, margen derecha del Río Madeira, cerca de Borba, Brasil».

### Etimología
El nombre genérico masculino «Campylorhamphus» se compone de las palabras del griego «καμπυλος kampulos» que significa ‘curvado’, y «ῥαμφος rhamphos» que significa ‘pico’; y el nombre de la especie «probatus», en latín significa ‘aprobado’, ‘aceptable’.

### Taxonomía
Un estudio genético molecular de Aleixo et al. (2013), propuso la elevación al rango de especies de todas las subespecies del complejo Campylorhamphus procurvoides: C. procurvoides sanus, C. procurvoides probatus, C. procurvoides multostriatus y las recientemente descritas Campylorhamphus gyldensyolpei y Campylorhamphus cardosoi. Sin embargo, en la Propuesta N° 623 al Comité de Clasificación de Sudamérica (SACC) se rechazó esta proposición, a pesar de reconocer que C. procurvoides se podría separar en tres grupos: el «grupo procurvoides», el presente «grupo probatus» y el «grupo multostriatus», por lo que se decidió esperar por una nueva proposición.
Las clasificaciones Aves del Mundo (HBW) y Birdlife International, y más recientemente el Congreso Ornitológico Internacional (IOC), y Clements checklist/eBird ya reconocen a la presente especie y a C. multostriatus (el picoguadaña del Xingu) como especies separadas, con base en notables diferencias de vocalización y también diferencias de plumaje.
El Comité Brasileño de Registros Ornitológicos (CBRO) reconoce todos los seis taxones del complejo como especies plenas: los picoguadañas de Rondônia (C. probatus), del Napo (C. sanus), del Xingu (C. multostriatus) y las recientemente descritas C. cardosoi y C. gyldestolpei, aparte de la nominal.
Las principales características apuntadas por HBW para justificar la separación, tanto de C. procurvoides como de C. multostriatus, son: el canto, fuertemente diferente de ambas (como demostrado en el estudio que describió la especie C. cardosoi), una nota larga enfática y bien arrastrada abruptamente seguida de una larga serie de notas cortas casi idénticas; la garganta que nos es escamada como en procurvoides y más estriada que en multostriatus; y la corona más oscura que la primera pero más pálida que la última.

### Subespecies
Según las clasificaciones del Congreso Ornitológico Internacional (IOC), y Clements checklist/eBird se reconocen dos subespecies, con su correspondiente distribución geográfica:
- Campylorhamphus probatus probatus J.T. Zimmer, 1934 – centro de la Amazonia brasileña al sur del río Amazonas, desde el río Madeira al este hasta el río Tapajós, al sur hasta Rondônia.
- Campylorhamphus probatus cardosoi Portes, Aleixo, K.J. Zimmer, Whittaker, Weckstein, Gonzaga, Ribas, Bates & Lees, 2013 – este de la Amazonia brasileña al sur del Amazonas, desde el Tapajós al este hasta el río Xingu, al sur hasta el norte de Mato Grosso.